# Reichsstraße 359
Als Reichsstraße 359 (R 359) wurde nach der Übernahme des Elsass in deutsche Zivilverwaltung im Jahr 1940 bis 1944 die als Reichsstraße behandelte Straßenverbindung bezeichnet, die in Schirmeck von der damaligen Reichsstraße 358 abzweigte und auf der Trasse der heutigen Route départementale 1420 (ehemals Route nationale 420) über Fouday zum Col de Saales führte, an dem sie das Unterelsass verließ.
Ihre Gesamtlänge betrug rund 19 Kilometer.